# Achada Grande (São Jorge)
Achada Grande é um sítio povoado da freguesia de São Jorge, concelho de Santana, Ilha da Madeira. Aqui se encontra a Igreja Paroquial.